# Benica
Benica je vas v Občini Lendava. Je drugo najbolj vzhodno ležeče naselje v Sloveniji, v bližini katerega poteka meja s Hrvaško in z Madžarsko. Je poleg Hotize in Pince Marofa še edina vas v občini Lendava, ki nima avtohtone madžarske narodnostne skupnosti, vendar pa sta zgolj Benica in Hotiza tudi uradno samo slovenski naselji.
Vas Benica je bila ustanovljena leta 1922. Ustanovilo jo je 32 primorskih družin, po večini Kraševcev, ki so po koncu prve svetovne vojne ostali brez doma in se začasno nastanili v taborišču Strnišče pri Ptuju (današnje Kidričevo). Vas je bila izgrajena v celoti iz 33 enakih lesenih hišk, 32 so jih naselile družine, eno pa so namenili za osnovno šolo. Naselitev je bila omogočena na podlagi agrarne reforme, ko je kraljevina Jugoslavija odkupila zemljo od Ogrskega grofa in veleposestnika Esterhazyja. Zemljo so agrarni interesenti najprej vzeli v najem, kasneje pa so jo od države odkupili, čeprav s težavo zaradi velikega pomanjkanja.
Kmečko prebivalstvo je s seboj prineslo kulturo in znanje. Tako so gojili radič, šparglje, razno povrtnino pa tudi sadje, posebno češnje. Pridelke so prodajali v okoliških mestih, vse do Zagreba in Maribora.  Izdelovali so mlečne izdelke – maslo, skuto in bili po njih zelo čislani. Značilno je bilo tudi bogato kulturno in družabno življenje. Med obema vojnama in tudi kasneje so Primorci ustanovili eno prvih telovadnih društev v Sloveniji in eno močnejših v Prekmurju – Sokolsko društvo. Eden izmed članov se je kot reprezentant Jugoslavije udeležil tudi olimpijskih iger v Berlinu.
Del zgodbe Primorcev in Istranov v Prekmurju je prikazan v muzeju, ki s pomočjo slikovnega materiala, dokumentov, posod, orodja in pohištva izpričuje zgodovino vasi. Stalna razstava je postavljena na robu vasi, ob vaškem domu Pince Marof – Benica.
Naselje poteka vzdolž reke Ledave (tj. Ardonavski prekop, ki ga je dala zgraditi Marija Terezija v času Avstroogrske). Benica ima zaledje čudovite in lepo ohranjene naravne krajine. Ta je kot pomembna naravna dediščina prepoznana tudi s strani okoljevarstvenikov saj je zaščitena v okviru Nature 2000. Območje med Muro in Ledavo, veliko približno 700 ha, obsega obrežje rek in poplavni gozd Murska šuma, številne rokave in mrtvice ter približno 300 ha veliko območje izključno ekološkega kmetovanja. Taka raznolikost daje ugodne pogoje bogastvu življenja flore in favne. Veliko rastlinskih vrst pa tudi živali je na seznamu ogroženih, vendar jih je tukaj še moč videti, kar dokazuje, da je naravno okolje dobro ohranjeno.
O zgodovini kraja je napisane tudi nekaj literature:
- Stanko Bensa, Od Soče do Mure, Pince Marof, 2011
- Katarina Špur, Pod eno streho, Ljubljana, Založba Slovenski knjižni zavod za založbo Mile Klopčič, 1950
- Janko Kleinbelcetl, Primorci v Prekmurju, 2007
- Jože Vidič, Kolonizacija ob meji v Prekmurju (seminarska naloga)
- Attila Kovács, Agrarna reforma in kolonizacija na območju Lendave med dvema svetovnima vojnama (doktorsko delo)
- Spomini (rokopisi priseljencev)